# Hakim Ziyech
Hakim Ziyech, född 19 mars 1993 i Dronten, Nederländerna, är en marockansk fotbollsspelare som spelar för Al-Duhail och Marockos landslag.

## Klubbkarriär
Ziyech började sin seniorkarriär i SC Heerenveen. I augusti 2014 värvades Ziyech av FC Twente, där han skrev på ett fyraårskontrakt.
I augusti 2016 värvades Ziyech av Ajax på ett femårskontrakt.
I februari 2020 värvades Ziyech av Chelsea för 40 miljoner euro, där han skrev på ett femårskontrakt med start i juli 2020.
I augusti 2023 lånades Ziyech ut till Galatasaray på ett ettårsavtal, med en option att göra övergången permanent. Den 28 juni 2024 blev han klar för en permanent övergång till Galatasaray och skrev på ett tvåårskontrakt.

## Landslagskarriär
Ziyech har spelat för Nederländernas U21-landslag. Därefter valde han Marockos landslag, som han debuterade för den 9 oktober 2015 mot Elfenbenskusten.
Den 8 februari 2022 meddelade Ziyech att han avslutar landslagskarriären, men i september 2022 återvände Ziyech till landslaget.